# مولاداندا
مولاداندا (به لاتین: Moladanda) یک منطقهٔ مسکونی در سری‌لانکا است که در استان مرکزی (سری‌لانکا) واقع شده‌است.